# Date Shigemura
Date Shigemura (伊達重村, né le 23 mai 1742, mort le 27 mai 1796) est un daimyo (seigneur féodal) du XVIIIe siècle, de 1756 à 1790.

## Source de la traduction
- (en) Cet article est partiellement ou en totalité issu de l’article de Wikipédia en anglais intitulé « Date Shigemura » (voir la liste des auteurs).